# Inganni (métro de Milan)
Inganni est une station de la ligne 1 du métro de Milan. Inaugurée le 18 avril 1975, elle est le terminus de la ligne avant que celle-ci ne soit prolongée à la station Bisceglie le 21 mars 1992.